# Castello di Cheverny
Il castello di Cheverny /ʃəvɛʁˈni/ si trova a Cheverny, comune francese situato nel dipartimento del Loir-et-Cher nella regione del Centro-Valle della Loira.
Le terre dove sorge il castello furono acquistate da Henri Hurault, conte di Cheverny e tesoriere militare di Luigi XI. La proprietà passò allo Stato per cause di frode fiscale e il re Enrico II la donò a Diana di Poitiers la quale, preferendo il castello di Chenonceau, rivendette la proprietà a Philippe Hurault, figlio del precedente proprietario il quale costruì il castello tra il 1624 e il 1630. Nei successivi 150 anni la proprietà del castello cambiò svariate volte e nel 1765 furono intrapresi importanti lavori di rinnovamento. La proprietà tornò nuovamente alla famiglia Hurault nel 1824.
Il castello di Cheverny fu uno dei primi ad essere aperti al pubblico, nel 1914, ed è tutt'oggi un'importante attrazione turistica, particolarmente rinomato soprattutto per la bellezza e l'importanza artistica dei suoi interni, magnificamente conservati e dotati di una eccezionale collezione di arredamenti. È anche nel circuito del cosiddetto "turismo fumettistico", perché è il castello utilizzato da Hergé per realizzare il castello di fantasia di Moulinsart nelle avventure di Tintin.

## Architettura

### L'esterno

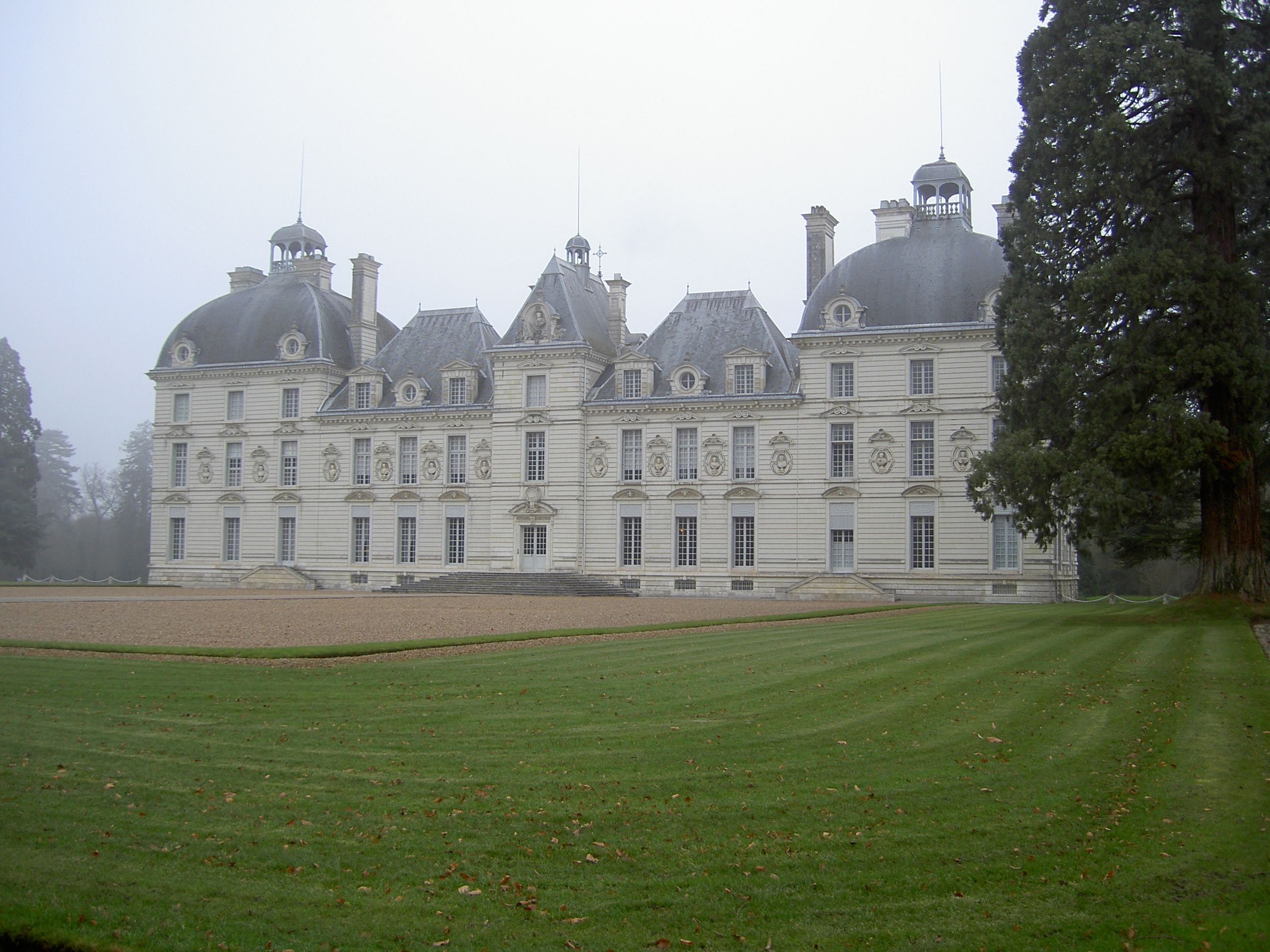
Castello di Cheverny

La facciata principale del castello è interamente in pietra da taglio. Come altri castelli, Cheverny è stato costruito con blocchi di tufo calcareo bianco, la pietra di Bourré. Tenera all'uscita della cava, questo tipo di pietra si indurisce ed imbianchisce con il passare del tempo. La facciata è decorata con busti romani, in voga nel Rinascimento. Il piano generale di Cheverny con i suoi grandi padiglioni ad angolo sormontati da cupole ed i suoi motivi decorativi di pietra in linee sovrapposte, rappresenta una novità per l'epoca. Tali elementi diventeranno caratteristici dell'architettura classica francese.

### La scala d'onore
La scala a rampe con pianerottolo a mezzo piano ricorda l'influenza del Rinascimento italiano nella Valle della Loira. L'elegante arredo è intagliato nella pietra di Bourrée. I suoi motivi sono quelli alla moda durante il regno di Luigi XIII: le balaustre, le ghirlande, gli emblemi di guerra degli Hurault e le varie arti. Sul pianerottolo sono collocate le immense corna di un Cervus megacero, antenato preistorico dell'alce.

### La sala da pranzo
Lo stile di questa sala è ispirato agli arredi del XVII secolo: i soffitti, i muri rivestiti di cuoio di Cordova con gli stemmi della famiglia Hurault, il camino monumentale in pietra dorata, sovrastato da un busto del re Enrico IV. Sui muri, dei pannelli ritraggono alcune scene tratte dal romanzo di Cervantes, Don Chisciotte, molto alla moda nel XVII secolo. Il mobilio in rovere intagliato venne espressamente commissionato nel XIX secolo per la sala da pranzo. Le sedie sono facilmente movibili grazie al meccanismo di rotelle in osso poste nei piedi anteriori. L'imponente credenza in rovere massiccio, con gli stemmi di famiglia, è il capolavoro di un unico artigiano di Blois. Il tavolo allungabile può accogliere fino a trenta commensali.

### L'armeria
Questa sala, la più grande del castello, ha conservato le dimensioni e la decorazione originale del XVII secolo. Il soffitto, dalle travi a vista è detto “alla francese”. Sui muri i piccoli pannelli in legno sono ornati da fiori e da frasi, indovinelli e giochi di parole in latino. Sul camino in legno intagliato e dorato, gli dei Mercurio e Venere fanno da cornice alla storia degli amori di Adone, con al centro la sua morte. Di fronte al camino un arazzo del XVII secolo, notevole per la freschezza dei colori delle tinte. L'arazzo illustra un celebre episodio citato da Omero sia nell'Iliade che nell'Odissea: il rapimento di Elena. Nella sala è presente una collezione di armi, armature, bauli e bauletti da viaggio del XV, XVI e XVII secolo. Un baule ricoperto di cuoio di Cordova, goffrato con gli stemmi di Francia e Navarra è appartenuto al re Enrico IV.

### Il Grande Salone
Il Grande Salone, restaurato nel XIX secolo, si ispira all'arredamento originale. Alcuni quadri di famiglia rendono omaggio ai primi Conti di Cheverny, tra cui: Filippo Hurault (padre di Enrico), sua moglie Anna de Thou, Elisabetta (figlia di Enrico), suo marito il Marchese de Montglas e la nuora di Elisabetta, Marie-Joanne de la Carre Saumery. Sopra le porte i ritratti dei personaggi legati a Cheverny: il re Luigi XIII; sua moglie Anna d'Austria, il fratello del re Gastone d'Orléans e sua figlia Anna d'Orléans. Infine i ritratti di Cosimo de' Medici, Granduca di Toscana e Giovanna d'Aragona, nipote naturale di Ferdinando I d'Asburgo. Il mobilio risale al XVII e al XVIII secolo: sotto lo specchio, le poltrone sono dell'epoca di Luigi XIV. Tra le finestre un rarissimo comò di stile Luigi XIV. A destra del camino, un tavolo Luigi XVI molto pregiato.

### La camera del re
Questa sontuosa camera è riservata al re e agli ospiti di riguardo. le immagini dell'arredo raccontano le più favolose storie ed avventure romanzesche. Sul camino, sulle sovrapporte e sul soffitto a cassettoni, detto “all'italiana”, è dipinta la drammatica storia di Perseo ed Andromeda. Gli arazzi dell'inizio del XVII secolo raccontano le avventure di Ulisse. Il letto a baldacchino è rivestito con tessuti di seta persiani ricamati, del XVI secolo. Le sedie e le poltrone sono di stile Luigi XIII e Luigi XIV.

### La biblioteca
La biblioteca del castello conserva 2000 libri antichi, rilegati in diverse pelli, alcuni goffrati con gli stemmi di famiglia. Il mobilio di questa sala è in stile Primo Impero. La grande scrivania è firmata Jacob, uno dei principali fornitori di Napoleone I. I cassetti sul piano, possono essere disposti a piacimento, a sinistra o a destra.

### Il salone degli arazzi
Il salone è rivestito da cinque arazzi delle Fiandre, tessuti nel XVII secolo; su questi arazzi vi sono rappresentati vari aneddoti. La scrivania ed il secrétaire sono di stile Luigi XV. Le poltrone sono Luigi XIV e Luigi XV. Infine due mobili eccezionali: un comò Luigi XIV in tarsia di tartaruga rossa e di ottone ed un orologio regolatore Luigi XV. Questi orologi di precisione servivano agli orologiai per regolare orologi e pendole. Questo orologio, decorato da bronzi cesellati, funziona tuttora: scandisce le ore, i minuti, i secondi, il giorno, la data e le fasi lunari.

## Galleria d'immagini

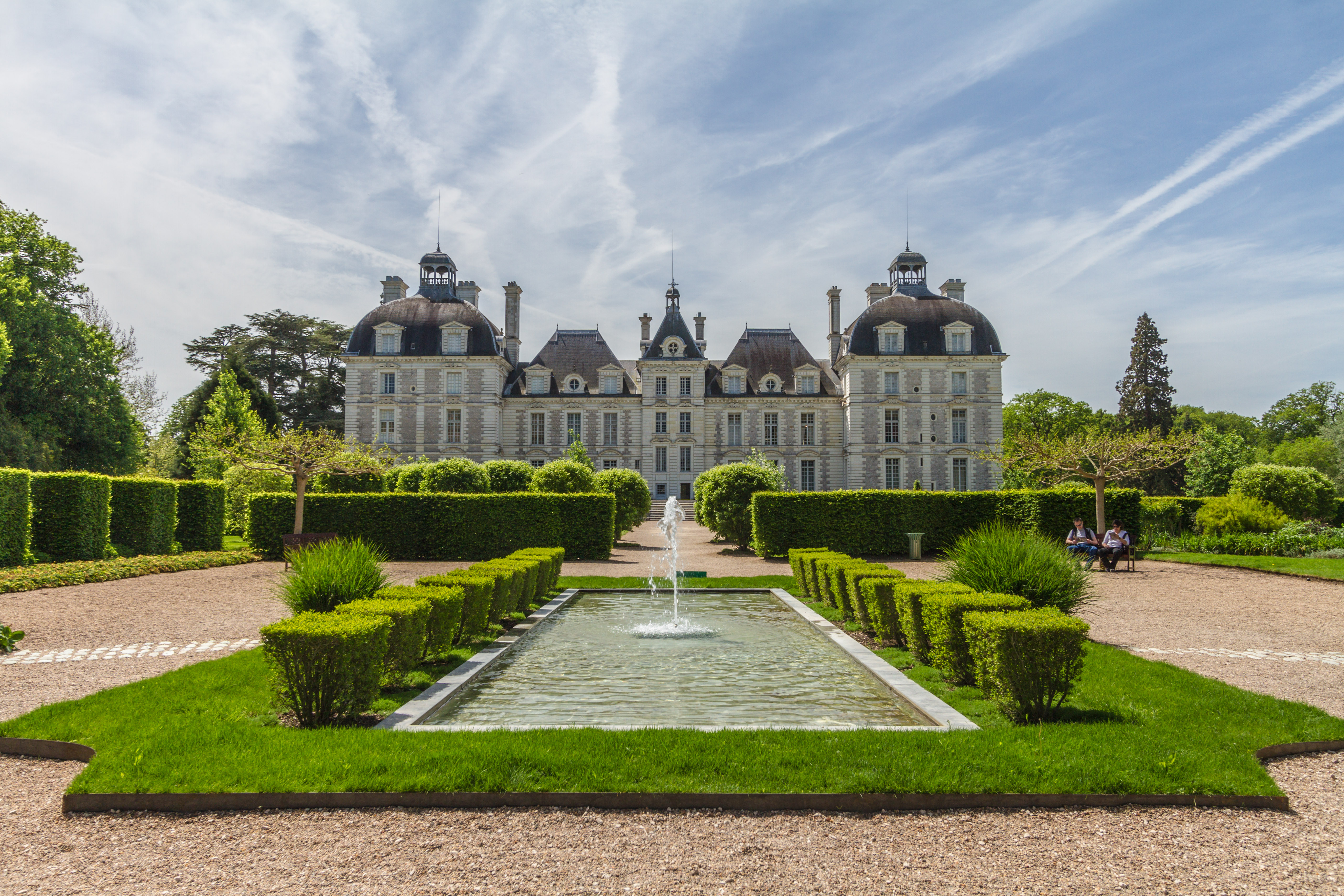
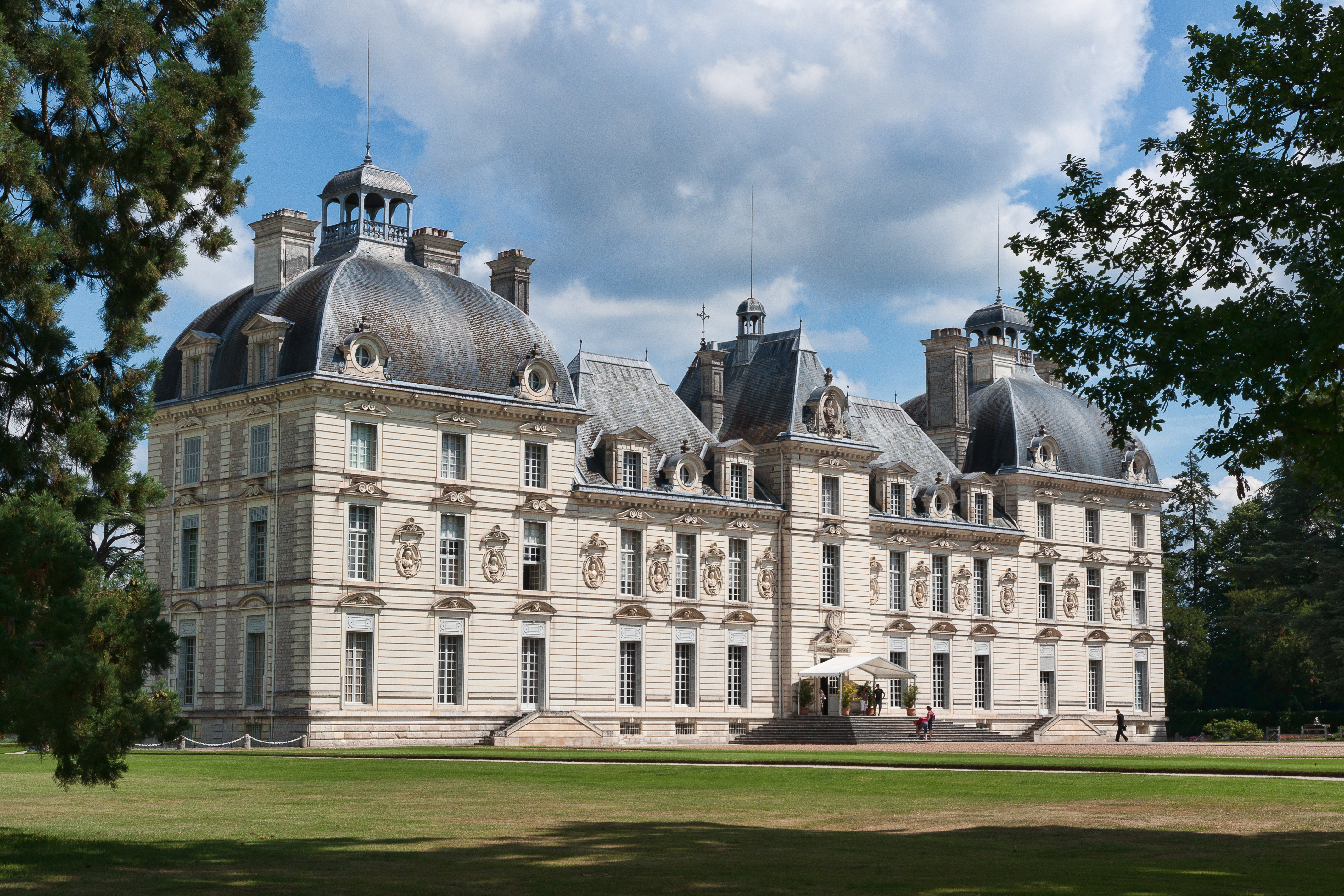
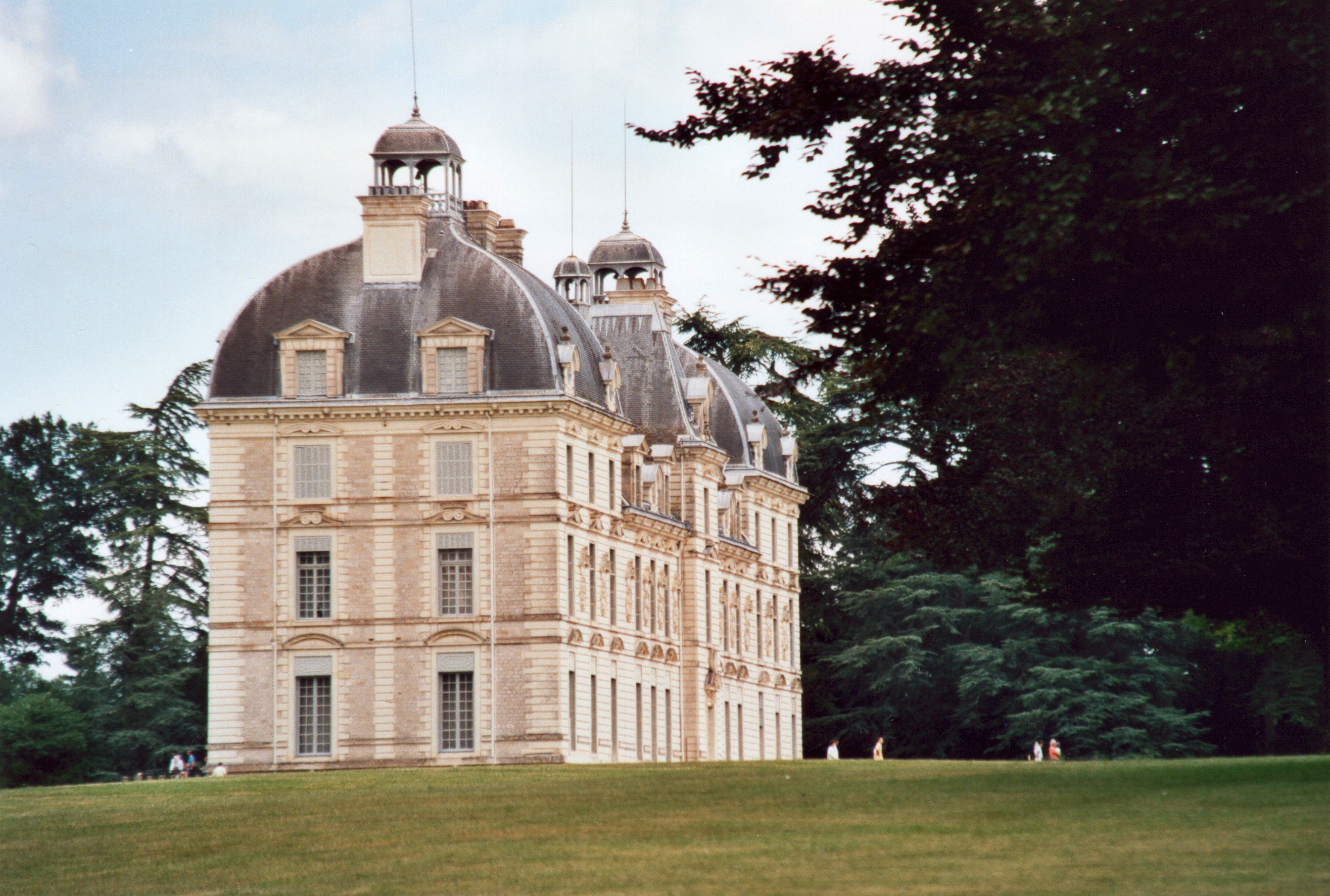
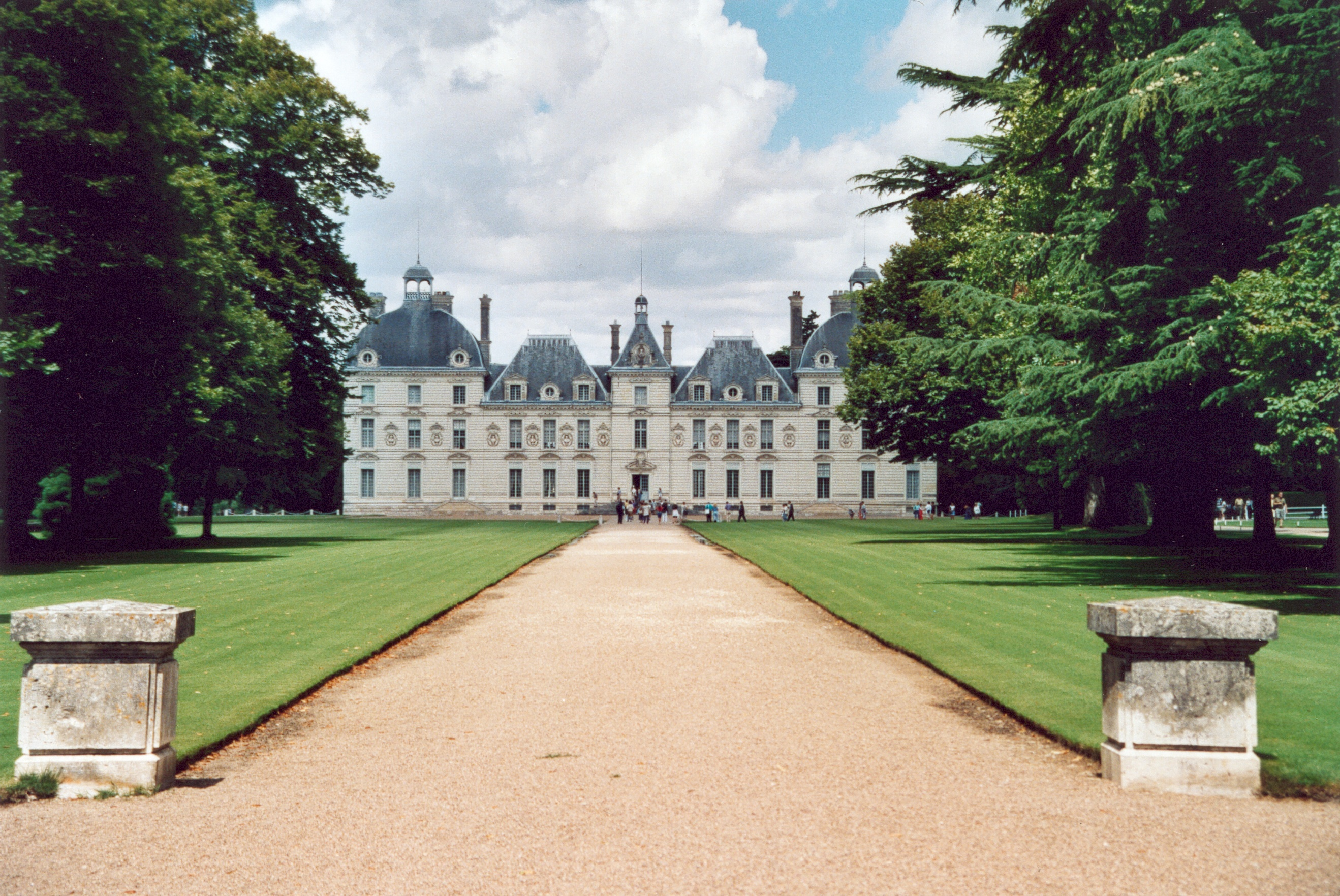
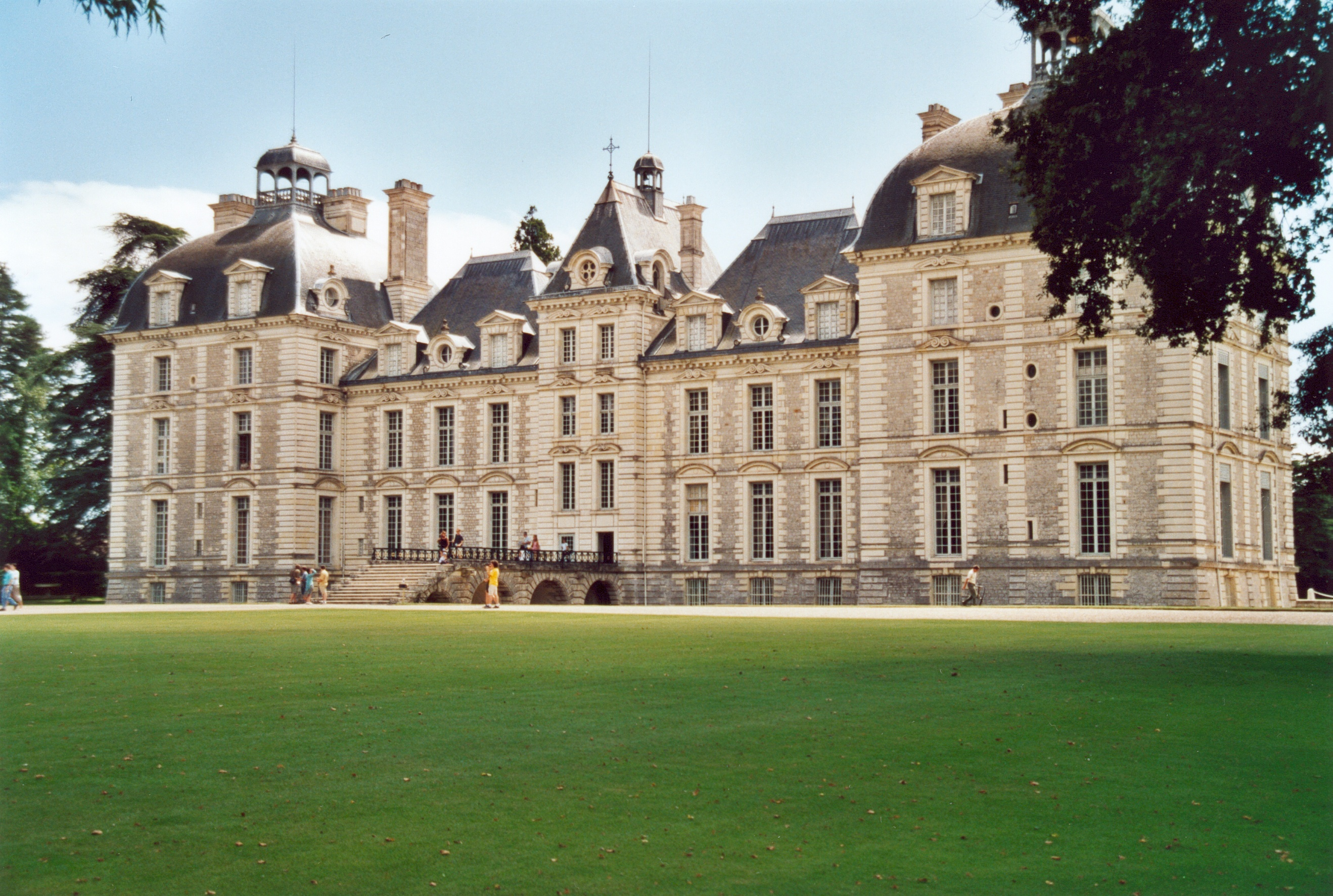

### L'Orangerie
L'Orangerie, del XVIII secolo, è riservata ai ricevimenti. Inizialmente una serra, ha protetto durante la Seconda guerra mondiale una parte delle opere appartenenti al patrimonio dello Stato, tra cui la celebre Gioconda.